# Comuna Snihurivka, Lanivți
Snihurivka (în ucraineană Снігурівка) este o comună în raionul Lanivți, regiunea Ternopil, Ucraina, formată din satele Mala Snihurivka, Maneve și Snihurivka (reședința).

## Demografie
Componența lingvistică a comunei Snihurivka
     Ucraineană (99,76%)
     Alte limbi (0,24%)
Conform recensământului din 2001, majoritatea populației comunei Snihurivka era vorbitoare de ucraineană (99,76%), existând în minoritate și vorbitori de alte limbi.